# Šahovski savez Kanade
Šahovski savez Kanade (eng.: The Chess Federation of Canada, fra. La Fédération Canadienne des Échecs), krovno tijelo športa šaha u Kanadi. Sjedište je u Burlingtonu, Ontario, Brant Plaza. Osnovan je 1872. godine. Kanada pripada američkoj zoni 2.2. Predsjednik je Vlado Drkulec (ažurirano 22. listopada 2019.).

## Vanjske poveznice
- Službene stranice